# Ателстен (Айова)
Ателстен (англ. Athelstan) — переписна місцевість (CDP) в США, в окрузі Тейлор штату Айова. Населення — 6 осіб (2020).

## Географія
Ателстен розташований за координатами 40°34′22″ пн. ш. 94°32′33″ зх. д. / 40.57278° пн. ш. 94.54250° зх. д. (40.572702, -94.542631).  За даними Бюро перепису населення США в 2010 році переписна місцевість мала площу 0,34 км², уся площа — суходіл.

## Демографія
Згідно з переписом 2010 року, у переписній місцевості мешкало 19 осіб у 9 домогосподарствах у складі 3 родин. Густота населення становила 56 осіб/км².  Було 13 помешкання (39/км²).
Расовий склад населення:
| - 100,0 % — білих |

До двох чи більше рас належало 0,0 %. Частка іспаномовних становила 0,0 % від усіх жителів.
За віковим діапазоном населення розподілялося таким чином: 15,8 % — особи молодші 18 років, 57,9 % — особи у віці 18—64 років, 26,3 % — особи у віці 65 років та старші. Медіана віку мешканця становила 50,8 року. На 100 осіб жіночої статі у переписній місцевості припадало 216,7 чоловіків;  на 100 жінок у віці від 18 років та старших — 220,0 чоловіків також старших 18 років.
Цивільне працевлаштоване населення становило 8 осіб. Основні галузі зайнятості: виробництво — 75,0 %, будівництво — 25,0 %.